# Assodelivery
Assodelivery è una associazione di categoria delle imprese italiane di food delivery (consegna di cibo a domicilio).

## Storia
L'associazione è stata fondata il 7 novembre 2018 dalle principali aziende italiane del settore: Deliveroo, Just Eat, Glovo, SocialFood e  Uber Eats. Successivamente Just Eat è uscita mentre è entrata FoodToGo
Dopo la promulgazione della legge 128/2019 che regola il rapporto di lavoro dei rider (ciclofattorini), il 16 settembre 2020 Assodelivery ha firmato con UGL il primo contratto nazionale di categoria, che inquadra i rider come lavoratori autonomi. L'accordo ha suscitato critiche, polemiche e un contenzioso legale che ha indotto Just Eat ad abbandonare l'associazione per sottoscrivere con CGIL, CISL, UIL un diverso contratto che riconduce i rider al comparto della logistica, come lavoratori dipendenti.

## Organi
Le cariche sociali sono ricoperte (2021) da Matteo Sarzana (presidente), Alessio Celestino (segretario generale), Giovanni Imburgia, Elisa Pagliarani, Gabriele De Giorgi (vicepresidenti)